# Harry Winberg
Harry Evert Winberg, född den 9 augusti 1929, död 10 juni 2011 i Linköpings S:t Lars församling, var en handbollsspelare som började spela i H43 Lund 1943. Spelade i H43 och IFK Malmö centerhalv, eller som det skulle heta idag mittnia.

## Karriär
Harry Winberg tillhörde de ursprungliga grundarna i klubben H43 (Lunds handbollsklubb av år 1943) Efter att H43 tagit sig till division 3 1949 gick Winberg till IFK Malmö där han spelade i 5 år. Allsvensk debut  2 oktober 1949 för IFK Malmö. Spelade första säsongen 18 matcher och gjorde 15 mål.   1954 återvände han till H43 som spelande tränare,  Sedan spelade Harry Winberg kvar i H43 till 1961 och var alltså med och vann allsvensk brons 1959/1960. 
Efter 1961 års serie övergav Harry Winberg H43 i Lund och gjorde debut för Västerviks handbollsförening.   Som fritidschef i  Västerviks kommun var han med och grundade Västervikslägret.
| Harry Winbergs mål i H43 |               |           |          |
| Säsong                   | Antal matcher | Antal mål | Målsnitt |
| ------------------------ | ------------- | --------- | -------- |
| 1956-1957                | 18            | 75        | 4,16     |
| 1957-1958                | 18            | 53        | 2,94     |
| 1958-1959                | 18            | 55        | 3.05     |
| 1959-1960                | 18            | 58        | 3,22     |
| 1960-1961                | 18            | 62        | 3,44     |

Efter att ha spelat i Skånes distriktslag och även i Pressens lag mot A-landslaget fick Harry Winberg debutera i landslaget 1954. Det blev bara fyra landskamper och den sista spelade han den 22 januari 1961 mot Island.